# Malaika (soapserie)
Malaika is een Nederlandse soapserie waarvan het eerste seizoen werd uitgezonden van 25 maart 2013 tot en met 31 mei 2013, door de commerciële televisiezender RTL 5. De serie gaat over het wel en wee van het personeel en patiënten in het zorgcentrum Malaika. RTL liet weten dat de soapserie niet terugkeerde voor een tweede seizoen. Er was een tekort aan financiering om de laatste vijftig afleveringen, van de in totaal honderd afleveringen die zijn opgenomen, alsnog uit te zenden.

## Productie
Het idee van Malaika kwam door het feit dat de zorgsector de komende tien jaar voor een enorme uitdaging staat. Door de vergrijzing en welvaartsziekten verwacht men een personeelstekort door een imagoprobleem. Tien zorgleveranciers en de brancheorganisatie Actiz kwamen met een oplossing: een soap. Malaika toont de zorg op een manier die jongeren boeit, in een taal die jongeren spreken. De focus ligt op de thuiszorg, met logische zijlijnen naar de huisarts en het verpleeghuis. Het is de missing link in de communicatie naar de arbeidsmarkt. Stichting Zorgwerk heeft het idee omgezet in concrete voorbereidingen voor de serie en voor de bekostiging ervan.
Na het opnemen van een pilot werd de serie in 2012 verkocht aan RTL 5. Zij kochten 100 afleveringen voor in het voorjaar van 2013. In januari 2013 gingen de opnames van start en deze duren tot april. De 100 afleveringen zullen verdeeld worden door een zomerstop, zo kunnen de makers en RTL 5 ondertussen overleggen of er nog een seizoen achteraan wordt geplakt of dat ze het bij de 100 afleveringen laten.
Van de pilot en voor de uiteindelijke serie bleef alleen Gamze Tazim over. De overige castleden waren slechts tijdelijk of hadden door onzekerheden andere projecten aangenomen. Doordat de pilot vrij onbekende gezichten kende, wilden de producenten een recasting voor een aantal karakters. Johan Nijenhuis was ervan overtuigd dat het belangrijk was om een aantal bekende gezichten voor het publiek in de serie te casten, zodoende werden Liza Sips, Curt Fortin en Jasmine Sendar gecast. Ook vond Nijenhuis het een goed idee om acteurs te casten die ervaring hadden in de zorg en zodoende kwam de cast vast te staan.

## Verhaal
Zoë, Anna en Robin zijn drie stagiairs die aan hun stage beginnen in het zorgcentrum Malaika. De stagiairs van het zorgcentrum moeten zich staande zien te houden in een zwaar beroep binnen het zorgcentrum, terwijl ze in hun privéleven ook de nodige spanning hebben.  De drie stagiairs wonen samen in een anti-kraakpand en zetten hun eerste stappen in de wereld van de zorg. Ze werken samen met ervaren zorgmedewerkers die allemaal hun eigen achtergronden en problemen hebben.
Hanneke is een herintreedster in de zorg. Ze is getrouwd met huisarts Hidde, die ook aan het zorgcentrum verbonden is. Hidde begint een affaire met collega Corien. Mike krijgt gevoelens voor zijn stagiaire Zoë. Laura en Esra zijn op elkaar verliefd, zonder dat ze dat van elkaar weten. Luciels partner Sander krijgt een ongeluk en raakt invalide, hij moet revalideren. Teammanager Ansje wordt ziek en heeft ineens zelf hulp nodig, zij moet nu het heft uit handen geven. Oemaima komt het team van stagiairs versterken als een van hen een grote fout begaat.

### Hoofdrollen
| Acteur/Actrice   | Personage        | Functie                              |
| ---------------- | ---------------- | ------------------------------------ |
| Melissa Drost    | Laura Smit       | Verpleegkundige                      |
| Anke Engels      | Ansje de Graaf   | Teammanager                          |
| Gamze Tazim      | Esra Yildiz      | Verpleegkundige en stagebegeleidster |
| Curt Fortin      | Mike Cameron     | Verpleegkundige en stagebegeleider   |
| Betje Koolhaas   | Hanneke Driessen | Verpleegkundige                      |
| Nina van Koppen  | Zoë Keijzer      | Stagiaire                            |
| Tim Linde        | Robin de Wild    | Stagiair                             |
| Olaf Malmberg    | Hidde Driessen   | Huisarts en man van Hanneke          |
| Zahra Ouajil     | Oemaima Mouradi  | Stagiaire                            |
| Jasmine Sendar   | Luciel Madredma  | Verpleegkundige                      |
| Eva Smid         | Corien Brouwers  | Verpleegkundige en stagebegeleidster |
| Juvat Westendorp | Bas Schippers    | Verpleegkundige                      |
| Sjoerd Dragtsma  | Sander           | Vriend van Luciel                    |
| Liza Sips        | Anna             | Stagiaire                            |

### Terugkerende rollen
| Acteur/Actrice     | Personage                 | Rol                         |
| ------------------ | ------------------------- | --------------------------- |
| Redmar Siegertsz   | Alex Driessen             | Zoon van Hidde & Hanneke    |
| Java Siegertsz     | Lotte Driessen            | Dochter van Hidde & Hanneke |
| Ineke Veenhoven    | Mw. Liesbeth Kats         | Patiënte van Malaika        |
| Wim van der Heyden | Dhr. Boudewijn Oostlander | Patiënt van Malaika         |
| Michiel Kerbosch   | Dhr. Werner Geurts        | Patiënt van Malaika         |
| Ellie Hoogendijk   | Mw. Frieda Bierens        | Patiënte van Malaika        |
| Cor van Akelijen   | Dhr. Tjerk Waardenberg    | Patiënt van Malaika         |
| Hero Muller        | Dhr. Bert ter Woerdt      | Patiënt van Esra en Robin   |
| Wim Duijzers       | Dhr. Wilbert van Elst     | Patiënt van Malaika         |
| Lia Nederhof       | Mw. Hilde Wouters         | Patiënte van Malaika        |
| Diana Dobbelman    | Mw. Jette de Vries        | Patiënte van Zoë            |
| Lowie van Oers     | Karel de Vries            | Neef van Mevrouw de Vries   |
| Dorien Haan        | Maria Ballot              | Patiënte van Corien         |
| Mattijn Hartemink  | Filip Ballot              | Man van Maria               |
| Jaap Maarleveld    | Dhr. de Hond              | Patiënt van Luciel          |
| Jack Monkau        | Dhr. Bloem                | Patiënt van Esra            |

### Gastrollen
| Acteur/Actrice             | Personage          | Rol                      |
| -------------------------- | ------------------ | ------------------------ |
| Marlies van Alcmaer        | Mw. Rita Mutsaer   | Patiënte van Laura       |
| Saskia Elise van der Heide | Claire Mutsaer     | Kleindochter van Rita    |
| Pim Lambeau                | Mw. Josephine Mouw | Patiënte van Bas         |
| Neil van der Hulst         | Ricky Brunsveld    | Patiënt van Luciel       |
| Annette Maas               | Sylvia Brunsveld   | Moeder van Ricky         |
| Dimme Treurniet            | Henk Brunsveld     | Vader van Ricky          |
| Leendert de Ridder         | Martijn Donkers    | Patiënt van Hanneke      |
| Anke van 't Hof            | Mans Donkers       | Moeder van Martijn       |
| Ilse Heus                  | Mw. ter Woerdt     | Dochter van Bert         |
| Niels Oosthoek             | Joeri Dekkers      | Date van Esra            |
| Jelle Derckx               | Gert               | Date van Esra            |
| Jany van Dooren            | Djuna              | Patiënte van Mike en Zoë |
| Rob Das                    | Jeroen             | Vader van Djuna          |
| Kenneth Herdigein          | Jack               | Vader van Mike           |
| Tijn Naus                  | Tim Ballot         | Zoon van Maria en Filip  |
| Lars de Weerd              | Ties               | Klasgenootje Djuna       |
| Arent-Jan Linde            | Steve              | Date van Ansje           |
| Tom Alkemade               | Drugsdealer        | -                        |
| Nelly Frijda               | Mw. Liekens        | Patiënte van Robin       |
| Brûni Heinke               | Mw. Bruins         | Patiënte van Bas         |
| Nienke Sikkema             | Mw. Post           | Vrouw van Dhr. Post      |
| Edo Douma                  | Dhr. Post          | Patiënt van Laura        |
| Arthur Geesing             | Kees               | Vader van Sophie         |
| Esther Pierweijer          | Marloes            | Moeder van Sophie        |
| Tess Siegertsz             | Sophie             | patiënte van Bas         |
| Bob Wind                   | Rick               | Date van Hanneke         |

## Crew
De soap werd geproduceerd door BING Film & Televisie, onder leiding van producenten Ingmar Menning en Jan Albert de Weerd. Voor de soap hebben de twee producenten de expertise van Johan Nijenhuis gebruikt, die als creatieve producer diende. Nijenhuis bracht zo ook zijn eigen vaste scriptschrijvers mee om zo een eigen en unieke soap te ontwikkelen. Marit Agter is de uitvoerend producent die al voor BING Film & Televisie en voor Nijenhuis enkele projecten heeft gedaan.
Jetske Vulsma, Sabine van den Eynden en Ingrid van Berkum waren verantwoordelijk voor het verhaal en de ontwikkeling van de karakters. Vulsma hield zich ook bezig met de storyline, terwijl de dialogen geschreven werden door Ger Apeldoorn, Simone Duwel,  Ceciel Jacobs, Eva Keuris, Hetty Kleinloog, Patrick Limpens, Pauline van Mantgem, Monique Manuels en Marietta Nollen. Liesbeth Strik diende als eindredacteur voor de soap.

## Ontvangst
De allereerste aflevering werd bekeken door 282.000 mensen. De daarop volgende afleveringen in de eerste twee weken liepen echter een stuk minder voorspoedig.